# Црква Васкрсења Господњег у Каракају
Црква Васкрсења Господњег у Каракају, насељеном месту на територији општине Зворник, припада Епархији зворничко–тузланској Српске православне цркве.

## Историјат
Црква Васкрсења Господњег у Каракају је димензија 20,50×12,8 метара, са уписаним крстом и дозиданом припратом. Градња је започета 1998. године према пројекту архитекте Драгана Јевтића из Зворника. Темеље је освештао епископ зворничко-тузлански Василије Качавенда 13. априла 2004. године, а новоизграђену цркву 28. септембра 2008. Иконостас у дуборезу од јаворовог дрвета је израдио Миодраг Симић, родом из Вареша. Иконе на иконостасу је осликао Предраг Видановић, а цркву 2008—2013. године Гојко Ристановић из Београда. Живопис је освештао епископ зворничко-тузлански Хризостом Јевић 26. новембра 2013. године.